# Tintigny
Tintigny ist eine belgische Gemeinde im Arrondissement Virton der Provinz Luxemburg.
Die Gemeinde besteht aus den Ortsteilen Tintigny, Bellefontaine, Rossignol und Saint-Vincent.

## Geschichte
Zum ersten Mal urkundlich erwähnt wird Tintigny 1097 in der Gründungsurkunde der Priorei Chiny: „Arnulf, Graf von Chiny, gibt der Abtei ... die Kirche Sankt Walburga in Chiny und Güter ... in Tintigny“. In den ersten mittelalterlichen Urkunden heißt der Ort Tintiniacum (1097), Tintigni (1173) und Tintignei (1230). Die neueren Namen sind nicht durch Urkunden belegt, finden sich aber in der gesamten Literatur. In den „Regesta Imperii“ wird Tintigny nicht genannt.

## Sehenswürdigkeiten

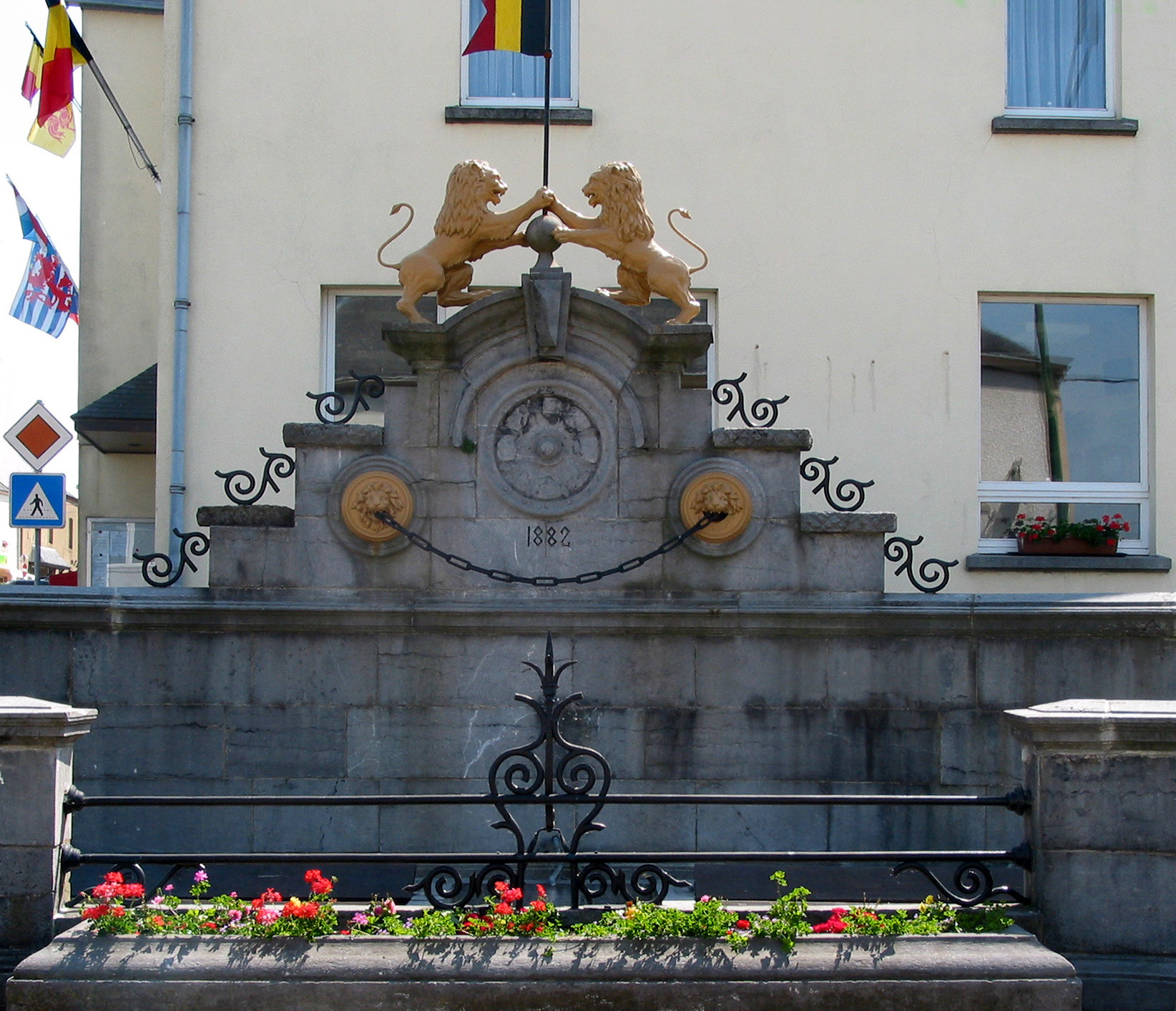
Löwenbrunnen

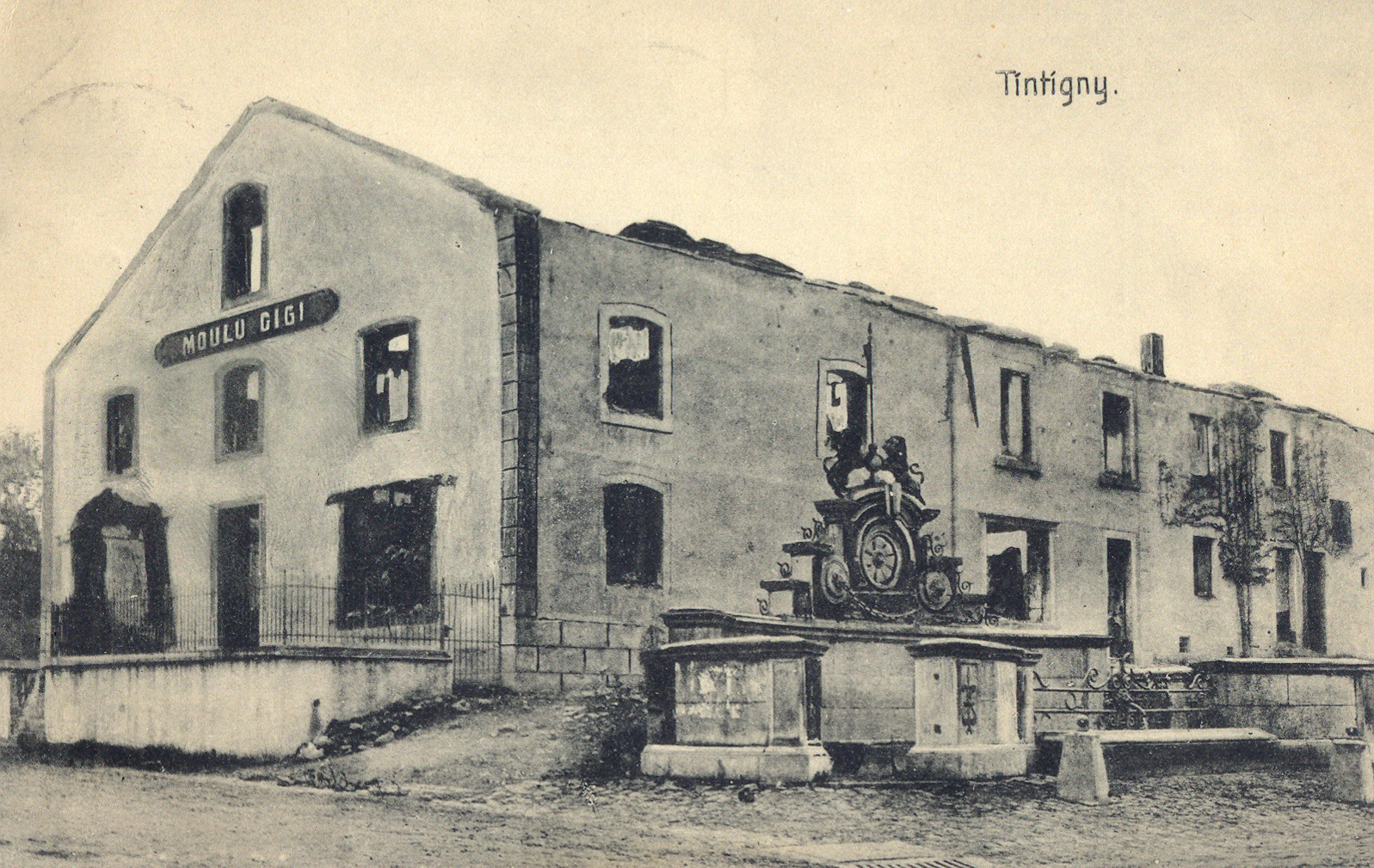
Historische Ansicht des Löwenbrunnen (um 1914)

- Katholische Kirche Notre Dame de l’Assomption
- Löwenbrunnen
- Historisches Waschhaus

## Persönlichkeiten
- Jules Grandjean (1899–1945), römisch-katholischer Geistlicher, NS-Opfer